# Eublemma grata
Eublemma grata är en fjärilsart som beskrevs av Treitschke 1826. Eublemma grata ingår i släktet Eublemma och familjen nattflyn. Inga underarter finns listade i Catalogue of Life.